# 魔法少女 未知的天空艾塔提亚
《魔法少女 未知的天空艾塔提亚》（日语：クロスワールド－見知らぬ空のエターティア－）是由日本公司broccoli于2005年10月21日所發行的戀愛冒險遊戲。繁体中文版由光譜資訊于2006年6月24日代理发行。

## 故事簡介
在学校的屋顶上并仰望着天空。总是一成不变的青空与白云互相对比。在天空尽头的另一端，有另一个世界艾塔提亚。就如同地球上种种不同的故事一般，广大的艾塔提亚上也正上演着许多故事，CrossWorld就是这种多故事的其中之一。
主人公是掉落在这艾塔提亚的地球少年黒栖，因为遭遇事故而走入了一个名为 【跨越之门】的空间，使他迷失在艾塔提亚中，他被尊称为『跨越之剑的勇者』并被赋予关闭跨越之门的使命。
在这少年的身旁有三位美少女及三个妖精作伴，随着故事进行，还会出现一名可疑的犬儿女仆...？
地球少年黒栖真的可以顺利达成使命吗？ 最后，当他结束了身为『跨越之剑的勇者』使命后，少年与三位女孩又将会做出什么选择呢...？

## 登場人物

### 主要角色
黒栖（聲優：無）
黑栖，在地球上只是個平凡的高中生，因為突如其來的車禍穿過名為「跨越之門」的時空斷層，迷失在另一個世界，艾塔提亞。他喪失了原本的記憶和名字，卻被稱為「跨越之劍」的勇者，身負關閉跨越之門的使命。
帕蒂 艾里亚（聲優：阿澄佳奈）
她住在艾塔提亞的「艾爾尼斯」街上。父親為自治警察隊長，她本身是好強且擅長格鬥的女孩子。一邊大聲鼓勵著一無所知的主角，一邊共同環遊世界。因為她很愛吃，所以對於大家一起快樂地用餐有很強的執念。
姫乃樹 月歌（聲優：井口裕香）
在姬乃樹神社負責處理從「異次元通道」穿越而來的物品的巫女，她是一位既認真、充滿知性且沉穩冷靜的大和撫子。她真心相信來到這個世界的主人公是一位勇者。
莲 莱法 爱莎（聲優：德永 爱）
在「艾爾尼斯」數一數二的名門的獨生女，沈默寡言且不太會在臉上表現自己的情緒。她會用四字成語表現自己的心境。其實是位唱歌高手。具有充實的魔法知識，而且可以自在地運用各種魔法。
梅樂妮 马尔斯（聲優：新谷良子）
擁有與小身軀不相搭的怪力，並且揮舞著一支大鐵槌的脫線犬耳娘。性格溫和且勇敢，似乎與其他女主角們有著稍微不同的立場...

## 主題曲
片頭曲
「Over The Sky」
(井口裕香、阿澄佳奈、德永愛合唱)
結尾曲
「君のMemory」
(井口裕香、阿澄佳奈、德永愛合唱)

## 外部連結
- 官方网站 （日語）